# 辣根属
辣根属（学名：Armoracia）是十字花科下的一个属，为多年生草本植物。该属共有3种，分布于欧洲、西伯利亚。

## 下属物种
- 辣根 Armoracia rusticana